# Ла-Плата (Нью-Мексико)
Ла-Плата (англ. La Plata) — переписна місцевість (CDP) в США, в окрузі Сан-Хуан штату Нью-Мексико. Населення — 2105 осіб (2020).

## Географія
Ла-Плата розташована за координатами 36°55′27″ пн. ш. 108°11′49″ зх. д. / 36.92417° пн. ш. 108.19694° зх. д. (36.924279, -108.196821).  За даними Бюро перепису населення США в 2010 році переписна місцевість мала площу 26,31 км², з яких 26,29 км² — суходіл та 0,01 км² — водойми.

## Демографія
Згідно з переписом 2010 року, у переписній місцевості мешкало 612 осіб у 226 домогосподарствах у складі 168 родин. Густота населення становила 23 особи/км².  Було 247 помешкань (9/км²).
Расовий склад населення:
| - 90,7 % — білих - 4,2 % — корінних американців - 0,3 % — азіатів - 3,6 % — осіб інших рас |

До двох чи більше рас належало 1,1 %. Частка іспаномовних становила 13,6 % від усіх жителів.
За віковим діапазоном населення розподілялося таким чином: 25,2 % — особи молодші 18 років, 62,2 % — особи у віці 18—64 років, 12,6 % — особи у віці 65 років та старші. Медіана віку мешканця становила 38,1 року. На 100 осіб жіночої статі у переписній місцевості припадало 113,2 чоловіків;  на 100 жінок у віці від 18 років та старших — 99,1 чоловіків також старших 18 років.
За межею бідності перебувало 39,1 % осіб, у тому числі 60,1 % дітей у віці до 18 років та 28,3 % осіб у віці 65 років та старших.
Цивільне працевлаштоване населення становило 270 осіб. Основні галузі зайнятості: освіта, охорона здоров'я та соціальна допомога — 28,5 %, транспорт — 24,8 %, будівництво — 21,1 %.